# Stegnogramma latipinna
Stegnogramma latipinna là một loài thực vật có mạch trong họ Thelypteridaceae. Loài này được Ching miêu tả khoa học đầu tiên năm 1993.